# Козловский, Юрий Андреевич
Ю́рий Андре́евич Козло́вский (род. 29 июня 1994, Москва) — российский хоккеист, защитник.

## Карьера
Воспитанник школы московского «Спартака», за который начал выступать на уровне чемпионата Москвы и первенстве России среди юниоров. В 2011 году попал на драфт КХЛ, где был защищён родным клубом. В сезоне 2011/2012 дебютировал на профессиональном уровне в составе «МХК Спартак». В сезоне 2012/2013 завоевал серебряные медали с молодёжной командой, а уже в сезоне МХЛ 2013/2014 Козловский выиграл свой первый серьёзный трофей в карьере, вместе с МХК «Спартак» завоевав кубок Харламова.
Летом 2014 года СКА объявил о переходе 16 игроков «Спартака» и МХК «Спартак» в свою клубную систему, в том числе и Козловского, таким образом новый сезон хоккеист начал в ВХЛ, в составе «СКА-Карелия». С 2015 года являлся игроком основного состава команды «СКА-Нева».
В сезоне 2017/2018, в результате обмена между СКА и клубом КХЛ «Югра», Юрий Козловский дебютировал в КХЛ 1 ноября 2017 года в матче против ЦСКА. В своём дебютном сезоне в лиге принял участие в 25 матчах и отдал три результативные передачи. Перед началом сезона 2018/2019 перешёл во владивостокский клуб «Адмирал», за который выступал на протяжении двух сезонов, вплоть до расформирования команды и исключения её из лиги на будущий сезон. 
В мае 2020 года было объявлено о возвращении Козловского в систему «Спартака». 11 мая 2021 года в результате обмена перешёл в «Ладу», выступающую в Высшей хоккейной лиге.

## Карьера в сборной
В 2011 году был вызван в сборную России U17 для участия в Европейском юношеском олимпийском фестивале, который проходил с 12 по 19 февраля в чешском городе Либерец. В 2012 году вызывался в юниорскую сборную России для участия в мемориале Ивана Глинки, который проходил в чешском городе Бржецлав и словацком городе Пьештяни, с 13 по 18 августа 2012 года. Был вызван на зимнюю Универсиаду, которая проходила с 28 января 2016 года по 8 февраля 2017 года в Алма-Ате. На Универсиаде завоевал золотые медали в составе сборной России.

## Достижения
- Победитель Европейского юношеского олимпийского фестиваля 2011 года в составе юниорской сборной России
- Серебряный призёр МХЛ сезона 2012/2013
- Обладатель кубка Харламова сезона 2013/2014
- Чемпион зимней Универсиады 2016/2017 в составе сборной России